# Crossodactylus lutzorum
Espèce
Statut de conservation UICN

 DD  : Données insuffisantes
Crossodactylus lutzorum est une espèce d'amphibiens de la famille des Hylodidae.

## Répartition
Cette espèce est endémique de Valença dans l'État de Bahia au Brésil,.

## Étymologie
Cette espèce est nommée en l'honneur de Bertha Lutz et d'Adolpho Lutz.

## Publication originale
- Carcerelli & Caramaschi, 1993 : Ocorrencia do genero Crossodactylus Dumeril & Bibron, 1841 no nordeste Brasileiro, com descricao de duas especies novas (Amphibia, Anura, Leptodactylidae). Revista Brasileira de Biologia, vol. 52, no 3, p. 415-422.